# Mahmudea
Mahmudeaua a fost o monedă otomană de aur, care a fost emisă de sultanul Mahmud al II-lea (1785-1839), și care a circulat, între altele, și în Țările Române, în prima jumătate a secolului al XIX-lea.
Mahmudeaua fost emisă cu două valori nominale distincte, în funcție de greutate și de titlu: 16 piaștri, cu greutatea de 4,70 grame și respectiv 25 de piaștri, cu greutatea de 4,80 grame.
Datorită frumuseții și valorii lor, mahmudelele au fost folosite și ca obiecte de podoabă, accesorii ale costumelor populare, din Imperiul Otoman, inclusiv în Moldova, Dobrogea și în Țara Românească, fiind montate în salbe și în cercei.

## Etimologie
Denumirea monedei este un împrumut din limba turcă mahmudiye, care, la rândul său, provine de la numele sultanului care a dispus emiterea acestei monede, Mahmud al II-lea.